# Karl Petter Sjöholm
Karl Petter Sjöholm, född 22 maj 1812 i Sunne socken, Värmlands län, död 12 januari 1871 i Sunne socken, Värmlands län, var en svensk amatörorgelbyggare.
Var son till organisten och klockare Lorens Georg Sjöholm och Kristina Vigelius. Han tog organistexamen 7 juni 1830 vid Kumgliga musikaliska akademien. Var organist och klockare i Sunne församling, Karlstads stift, mellan 1842 och 1871. Var vikarierande organist i församlingen från 1835.

## Orglar
- 1858 Gräsmarks kyrka